# スペイン保護領モロッコ

スペイン保護領モロッコ
Protectorado español de Marruecos (スペイン語)
الحماية الإسبانية على المغرب (アラビア語)

国歌: Marcha Real（スペイン語）
国王行進曲
スペイン保護領モロッコの位置

スペイン保護領モロッコ（スペインほごりょうモロッコ、スペイン語: Protectorado español de Marruecos）は、モロッコにおけるスペインの保護国である。スペイン領モロッコとも呼ばれる。1912年11月27日に、フランスとの条約によりモロッコにおけるスペインの勢力圏が正式に保護領となった。
スペイン保護領は、地中海とジブラルタル海峡の北部の帯状の地域と、スペイン領サハラに隣接するジュービ岬周辺の南部地域で構成されていた。このうち北部地域は、フランスが保護領を譲渡した直後の1956年4月7日に独立したモロッコの一部になった。スペインは、短期間のイフニ戦争の後、1958年4月1日にアングラ・デ・シントラ条約を通じて最終的に南部地域を譲った。タンジェはスペインの保護領から除外され、タンジェ国際管理地域として、国際的に管理された特別な地位を得た。
フランスはすでに国の大部分を保護領として保持し、1912年3月30日以来モロッコの外交を支配していたため、地域をスペインの保護に委任する権限も保持していた。地域の面積は約20,948 km2 (8,088 sq mi)で、これは現代のモロッコの4.69％に相当した。

## 歴史

### 背景
ほとんどのヨーロッパ諸国が広大な植民地帝国として植民地の獲得に勤しんでいた頃、スペインは最後の植民地を失ってしまっていた。そして、1898年の悲惨な米西戦争から数年以内に、スペインはヨーロッパの軍隊の中で二次的な地位であることを認めることを余儀なくされた。スペイン政府は、モロッコ北部での領土の拡大に積極的な関心があることを示す必要があると考えた。モロッコは、その地理的位置とセウタとメリリャの刑務所の存在のためだけに、新しい植民地経営への熱意がないのにもかかわらず、スペインにとって無視することができなかった。19世紀の最後の数十年間、スペインはこの地域における他のヨーロッパ諸国の影響力の増大を懸念して観察した。最も首尾一貫して表明された介入の理由は、スペインの戦略的安全に対する恐れであった。とりわけ、リベラル派の指導者モンテロ・リオスは、モロッコ北西部がフランスの市民保護領または軍事保護領に入ると、スペインはフランスによって南北から永久に包囲されると述べた。さらに、メリリャの近くでの鉄鉱石を発見し、モロッコが莫大な鉱物の富を含んでいることを多くの人が確信した。
あまり公には述べられていないが、介入の主な動機は、モロッコはスペインがヨーロッパの勢力均衡世界の中でその地位を維持する最後のチャンスであるという考えであった。それは、ヨーロッパの大国に関してある程度の外交力を生み出すのに十分な関心を主張することができた唯一の分野だったからである。また、20世紀の変わり目には、他のヨーロッパの諸国と同様、スペインでも植民地の所有が国家の名声を高めるという考えが広まった。そのような考えにより、スペインの政治家はモロッコにおいて積極的な活動を行う政策の採用をより受け入れやすくなった。

### 形成
1900年6月27日付けの条約で、フランスとスペインはモロッコにおけるお互いの勢力圏を承認することに合意したが、勢力圏の境界線は定義されなかった。1902年、フランスはセブー川の北とスース川の南にあるモロッコ全土をスペインに提供したが、スペインはそのような分割はイギリスを怒らせると考えて断った。イギリスとフランスは、スペインの主張なしに、1904年4月8日の英仏協商の第8条で、モロッコにおけるスペインの勢力圏の権利を認めた。
スペインに対する誠実な友好関係に触発された両政府は、スペインが地理的位置と地中海のムーア海岸の領土から得た利益に特別な考慮を行う。これらの利益に関して、フランス政府はスペイン政府と合意に至るようになるだろう。フランスとスペインの間でこの件に関してなされる可能性のある合意は、イギリス政府に伝えられるものとする。
正確に「特別な考慮」が意味することは、秘密の第3条と第4条で扱われ、スペインは条約の第4条と第7条を承認する必要があるが、希望すれば「特別な配慮」を拒否できると明記されている。
両政府は、メリリャ、セウタに隣接するいくらかのムーア人の領土は、スルタンがその権限を行使することをやめるときはいつでも、スペインの勢力圏に入る必要があり、メリリャからの海岸の管理に同意する。セブー川の右岸の高さはスペインに委ねられるものとするが、これは含まれない。

北アフリカのスペイン領

フランスとのこれらの交渉におけるイギリスの目標は、イギリスがモロッコでの影響力をすべて放棄する見返りに、フランスより弱いスペインにジブラルタルの反対側の土地を確保させることであった。フランスはすぐにスペインとの交渉を開始したが、1902年の申し出はもはや検討外であった。フランスは、1903年のイタリアとの協定でオスマン帝国領トリポリタニア獲得の野望をあきらめたので、モロッコでより大きなシェアを得る権利があると考えた。1904年10月3日、フランスとスペインは正確な勢力圏を定める条約を締結した。スペインは、モロッコの領土のうち、北と南の帯状の地域から成る勢力圏を獲得した。北部地域はフランス領アルジェリアとの国境には及ばず、その後すぐ国際化されるタンジェも含まれていなかった。南部地域は、ヨーロッパの大国によって認められたモロッコの最南端であった。その南の領土であるサギア・エル・ハムラは、フランスによってスペインの独占地帯として認められていた。また、条約ではスペインのイフニの飛び地が認められ、その国境も定められた。
1905年3月、ドイツ皇帝ヴィルヘルム2世がモロッコ北部の国際都市タンジェを訪れた。彼はそこでモロッコに対するドイツの経済的利権を大々的に宣伝し、モロッコの独立が脅かされた場合にはスルタンに財政援助をすることを保証した。ヴィルヘルム2世の勧めで、スルタンアブド・エル・アジズは国際会議を召集した。アルヘシラス会議の最終議定書（1906年4月7日）では、モロッコ国立銀行の創設が決定し、出席国がモロッコで同等の商業的権利を有することを保証し、また、フランスとスペインの将校が率いるモロッコ警察の創設が決定した。
スペインの最終的な勢力圏は、ジュビー岬を中心とした北の帯状地域と南の帯状地域で構成されていた。1912年にスペインが南部地域を保護領の一部としてみなしたことで、1950年代にモロッコはその領土に対して確固たる法的主張をすることになった。人口の少ないジュビー岬はスペイン領サハラと単一の組織として管理されていたが、北部地域は、首都がテトゥアンにあるスペインの保護領として別々に管理されていた。
保護領は1912年に設立された。また、イスラム法制度であるカーディーは正式に維持された。

### リーフ戦争
第一次世界大戦後、ゲリラの指導者アブド・エル・クリムが率いたリーフ共和国は、1921年から1926年にかけてリーフ地方に存在した分離国家であり、リーフ戦争中にアフリカのスペイン軍とフランス軍の共同遠征によって鎮圧され、解散した。
スペインは1921年7月から8月のアンワールの戦いで13,000人以上の兵士を失った。戦争の初期の行動をめぐるスペインでの論争は、1936年-39年のスペイン内戦の前兆となった1923年のミゲル・プリモ・デ・リベラ将軍による軍事クーデターの原動力でとなった。
1925年のアルホセイマ上陸作戦が成功した後、フランス・スペイン同盟は勝利を収め、戦争を終わらせた。

### スペイン第二共和政期
1934年以前、保護領の南部（Tekna）は、1912年以来、スペイン領西アフリカの本拠地でもあったジュビー岬（同じ南部の帯内）から統治されていた。その後、1934年に南部はテトゥアン（保護領の北部）から直接管理され始め、スペイン領西アフリカの議席は、ジュビー岬からその年にスペイン人によって占領されていたイフニ（保護領の一部ではない）に移された。

### スペイン内戦
スペイン内戦は1936年に共和国政府に対するクーデタが部分的に成功したことから始まった。このクーデタは、スペイン領モロッコに駐留しているアフリカのスペイン軍の蜂起によって始まったが、1日以内にスペインでの蜂起が起こった。かなりの数のモロッコ軍（正規軍）を含むこの部隊は、フランシスコ・フランコ（モロッコで多くの時間を過ごした）の指揮下にあり、スペイン民族主義軍の中核となった。スペイン共産党とマルクス主義統一労働者党（POUM）は、反植民地政策を唱え、共和国政府にスペイン領モロッコの独立を支持するよう圧力をかけ、フランコの後に反乱を起こし、彼のモロッコ軍に不満を引き起こそうとした。モロッコの他の地域の植民地支配者であるフランスとの対立が起こる可能性があったため、当時スペイン社会労働党（PSOE）が率いた政府はその行動方針を拒否した。
モロッコで募られたイスラム正規軍はフランコの主な軍隊の1つであったため、フランコの勝利後、保護領にはフランコ体制下のスペインよりも政治的自由と自治が与えられた。この地域には、競合する政党とモロッコのナショナリスト報道機関があり、スペイン政府を批判することがよくあった。

### 第二次世界大戦
スペイン軍は、第二次世界大戦中にイタリアの侵略が差し迫っているとの口実でタンジールを暫定的に占領した。

### モロッコへの返還
フランスがモロッコから撤退した1956年、スペインは保護領支配を終了させ、モロッコの植民地化以前からスペインの一部であったプラサス・デ・ソベラニア、ジュービ岬、イフニ、その他のモロッコ国外の植民地（スペイン領サハラなど）を保持しながら、新たに独立したモロッコ王国に領土を返還した。しかしこれを受け入れることを望まなかったモロッコ解放軍は、スペイン軍に対して戦争を行った。1958年にシディ・イフニからリオ・デ・オロに広がったイフニ戦争で、モロッコはタルファヤ（保護領の南部）を獲得し、スペインはイフニの都市周辺のみを支配した。モロッコとスペインはイフニをめぐって1年以上交渉した。モロッコはセウタとメリリャの返還も望んでいたが、スペインはイフニのみの放棄を望んだ。1969年1月5日、両国はスペインがイフニをモロッコに譲渡することを約束した条約に署名した。
2022年の時点で、モロッコは依然としてセウタとメリリャが国に不可欠であると主張しており、それらの状態をジブラルタルの状態にたとえて、「外国に占領された町」と見なしている。セウタとメリリャは何世紀にもわたってスペインの領土であったため、スペインは両方の都市を地理的に必要な、自国固有の領土と見なしている。

## 経済

### 鉱山
リーフの鉄鉱山は収入源の1つであった。これらの搾取はメリリャの好景気に繋がった。

### 輸送
モロッコ北部がスペインの管理下に置かれた1906年4月のアルヘシラス条約が調印された後、スペインはこの鉱物が豊富な地域の開発を開始し、多数の狭軌鉄道が建設された。

## 統治
保護領の統治体制は保護国の概念に由来し、当局には正式に二重性があった。一方では、ハリファ（スペイン語: Jalifa）が率いるモロッコ政府があり、スルタンの代表団によって、彼がダヒル（法令）を通じて行使したすべての権限、主に立法権を行使した。彼は最高の宗教的権威でもあった。ハリファが率いるこの政府はマクゼンの名前を受け取り、大宰相によって調整された、省庁のような部門に分割された。大臣は、カーディー（裁判長または裁判官）、HabusのVizier（収入が敬虔なまたは宗教的な仕事または機関に向けられている不可侵の家系）、amin al-amlakおよびaminal-umana（財務大臣）であった。また、5つの地域それぞれから選ばれた2人の代表者で構成される諮問委員会があった。ハリファは、スペイン政府によって提案された二人からスルタンによって選ばれた。最初のハリファはモハメド・メヘディ・オールド・ベン・イシュマエルであった。イシュマエルはスルタンハサン1世の兄弟であり、後にスルタンハサン1世は2番目のハリファの大叔父であった。最初のハリファは1913年4月27日にテトゥアンで就任した。モロッコが独立するまで、Muleyel Mehdi（1913年 - 1923年）と彼の息子のMuleyel Hassánbinel Mehdi（13歳で就任、1925年 - 1941年、1945年 - 1956年）の2人のハリファだけが就任した。
スペイン政権は、ハリファに正式に認定された高等弁務官によって率いられたが、実際には保護領の最高権威であった。高等弁務官は保護領においてスペインの政治的行動を指揮し、そこから命令と指示が発せられた。高等弁務官は、さまざまな部門（先住民族開発および財務）の支援を受けた。各地域には、先住民族の代表団に直接代表される領土管理者がいた。彼に従属して、次のレベルがあり、地域の監査人、そして最後に地方の監査人がいた。秩序の維持は、正規軍（「先住民」のリーフ人を擁するスペイン軍の軍隊）と先住民警察を担当していた。軍の側では、高等弁務官は、セウタ、メリリャ、ララシュに拠点を置く3人の司令官によってサポートされた。
一般的なレベルで、行政組織はこのように配置された。高等弁務官は、地域全体でのスペインの行動の指揮に責任があり、すべての当局（軍隊を含む）は彼に従属していた。 その活動の中には、執政官が管制官として行動した都市の政権であるハリファの行動に介入し、一般的な政策を決定し、必要に応じて軍事作戦を承認または指示することが含まれていた。先住民サービス部門は、事務局に委託され、カビールとの関係、イスラム司法行政の検査、先住民の保護のための領事管轄との関係、および不動産と財産の証明、学校やヘルスケアセンターの検査、教育活動におけるスペインの使命に関連するすべての保安官との関係に関するすべての問題について忠告した。
モロッコでは、タンジェを除いて公衆衛生を確保するための事前の組織がなかった。スペインはこの欠陥を改善しようとし、1916年に先住民局内に健康検査官を創設した。スペインは、保護国の名声に貢献する大規模な予防接種キャンペーンを実施し、モロッコ人が彼らの治療者と家庭療法に対して感じた不信を克服しなければならなかった。教育は宗教と密接に関連しており、コーランを暗記することで構成されていたため、健康行動に加えて、文化はモロッコ人にとってもう1つの保留中の主題であった。スペインは、1913年4月3日に設立された教育委員会に従属する先住民の代表団に、人々を教育する任務を委託した。この委員会は、この任務に専念する職員を訓練することを目的として、また地理、文学、歴史、およびモロッコの法律について学ぶための手段として生まれた。この目的のために、モロッコ研究センターが自由外交領事館で組織され、アラビア人の席がいくつかのビジネススクールで設立され、アラビア人の委員会が研究拡大委員会で設立された。
その後、メリリャとセウタに先住民族の事務所が設立され、占領地域で同様の監視機能を発揮した。スペイン内戦真っ只中の1937年に、スペイン領モロッコの領土組織が領土の高等弁務官と民事および軍事問題を担当する中佐を担当した。
高等弁務官とハリファは、テトゥアンにある2つの隣接する宮殿にそれぞれ住居を持っていた。1956年にモロッコが独立した後、これらの宮殿は1つの複合施設に統合され、テトゥアン王宮として再利用された。